# Proximus Diamond Games 2006
Il Proximus Diamond Games 2006 è stato un torneo di tennis giocato sul cemento. È stata la 5ª edizione del Proximus Diamond Games, che fa parte della categoria Tier II nell'ambito del WTA Tour 2006. Si è giocato al Sportpaleis di Anversa in Belgio dal 12 al 19 febbraio 2006.

## Campionesse

### Singolare
Amélie Mauresmo ha battuto in finale  Kim Clijsters con il punteggio di 3–6, 6–3, 6–3

### Doppio
Dinara Safina /  Katarina Srebotnik hanno battuto in finale  Stéphanie Foretz Gacon /  Michaëlla Krajicek con il punteggio di 6–1, 6–1